# Lidová iniciativa

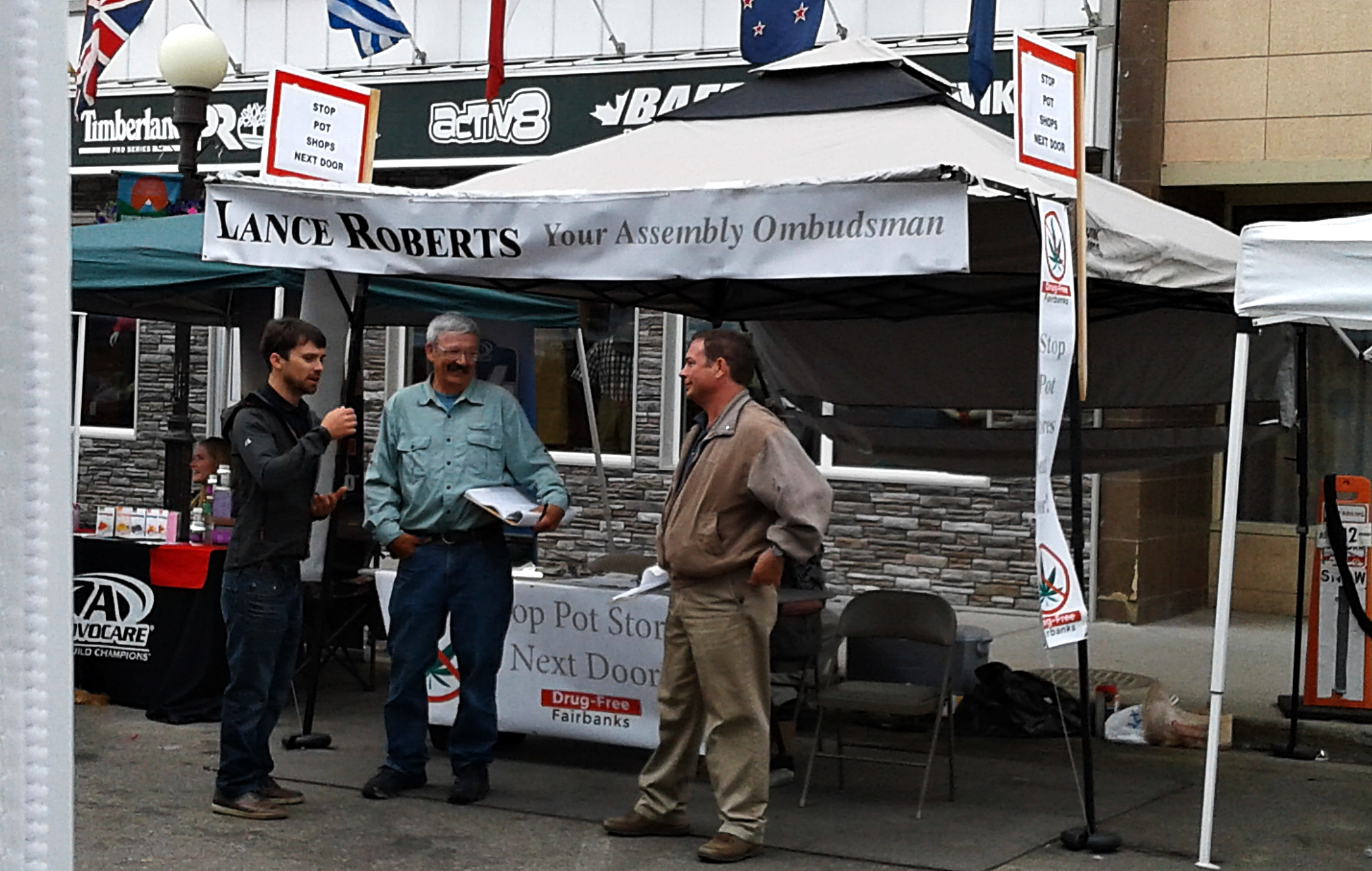
Stánek iniciativy v USA.

Lidová iniciativa umožňuje prostřednictvím petice, kterou musí podepsat určité množství občanů, vyvolat referendum o návrzích či změnách zákonů, změně či doplnění ústavy nebo návrhu či změně vyhlášky, nebo ve své minimální formě uložení exekutivním nebo legislativním orgánům, aby zařadily návrh na změnu jako bod k projednání na nejbližší schůzi. Jedná se o formu přímé demokracie.

## Lidová iniciativa podle zemí

### Švýcarsko
Lidová iniciativa se používá ve Švýcarsku na obecní, kantonální a federální úrovni. Federální lidová iniciativa byla zavedena roku 1891 Švýcarskou federální ústavou a umožňovala změnu či doplnění ústavy. Pro vyvolání federálního hlasování je nyní potřeba 100 000 podpisů.

### Slovinsko
Lidová iniciativa je také používána ve Slovinsku. Návrh na změnu ústavy musí předložit 30 000 oprávněných voličů, pro návrh zákona (musí obsahovat název zákona, úvod, texty jednotlivých kapitol a výklad) stačí 5 000 podpisů oprávněných voličů, které je nutno získat do 60 dní od vyhlášení iniciativy.

### Maďarsko
V Maďarsku je Maďarský parlament povinen se zabývat problémem předloženým lidovou iniciativou minimálně 50 000 voliči.

### Rumunsko
V Rumunsku je potřeba 100 000 voličů pro lidovou zákonodárnou iniciativu, která musí vycházet alespoň ze čtvrtiny krajů ve kterých musí být registrováno 5 tisíc stoupenců návrhu zákona přičemž nelze navrhnout změnu zákona týkající se finančních záležitostí, mezinárodních otázek, amnestie a milosti.

### Kostarika
Zákonodárná iniciativa občanů je od roku 2006 [nedostupný zdroj] zavedena také v Kostarické republice. Parlament musí o návrhu zákona hlasovat do 2 let. Dosud bylo přijato 10 občany iniciovaných zákonů.